# Loreley, Loreley
Pour les articles homonymes, voir Loreley, Loreley.
Loreley, Loreley est une chanson de Laurent Voulzy, qui en a composé la musique et écrit les paroles seul.
Voulzy la destine à être incluse dans l'album Florilèges, un double album de ses meilleurs morceaux,,. 

## Présentation et genèse
Pour l’unique chanson inédite Loreley, Loreley  dans son double album Florilège, Laurent Voulzy explique s’être inspiré de plusieurs Loreley ou Loreleï, celle du poème de Guillaume Apollinaire dont il prend connaissance grâce à son ami de toujours Alain Souchon ou encore la sirène Loreleï, mythe sur un rocher qui surplombe le Rhin. Puis il puise dans son imaginaire, créant cette femme qui aspire à la paix et à l’amour avec un prénom qu’il trouve juste beau : « Elle regarde l’horizon et je lui pose la question : Loreley est-ce que les hommes vont continuer à s’entredéchirer ? Est-ce que les temps vont devenir meilleurs »?
Les premiers mots sont venus à Voulzy dans le train entre deux de ses concerts dans les cathédrales : « Je trouvais que le nom de Loreley était joli, avec la légende de Lorelei qui est sur un rocher au-dessus du Rhin et tous les hommes qui la regardent meurent d'amour pour elle. Je m'adresse à elle [Loreley] pour lui dire : « Ne vois-tu rien venir ? Est-ce que tu vois venir des jours meilleurs ? » Et musicalement, elle est inspirée par tout ce que j'ai vécu dans cette tournée dans les cathédrales et les églises, donc il y a un petit côté un peu cantique, mais aussi pop, c'est un mélange de tout ça. »
Comme en témoignent ses confidences sur la toile, l'artiste a trouvé facilement l'inspiration : « Tout d’abord, j’ai trouvé un air qui m’a semblé venir d’ailleurs et l’idée des paroles inspirées par la musique est venue aussitôt après», peut-on lire. 
Engagé, Laurent Voulzy a souhaité apporter un message plein d'espoir alors que le monde se déchire : « L’absurdité des guerres et des querelles vaines – parce qu’on finira toujours par faire la paix – et que nous ne sommes que de passage, l’attente d’un événement majeur qui mettrait tous les humains d’accord. Alors j’interroge Loreley, puisqu’elle est sur un rocher depuis des siècles selon la légende, et qu’elle regarde l’horizon lointain. Je lui demande si elle voit venir des jours de paix et d’Amour. »